# 四日町駅
四日町駅（よっかまちえき）は、かつて富山県小矢部市矢水町（やすいちょう：旧西礪波郡砺中町四日町）にあった加越能鉄道加越線の駅（廃駅）。

## 歴史
- 1924年（大正13年）11月3日：陸軍特別大演習に際し仮停留所として設置[1]。
- 1934年（昭和9年）7月1日：加越鉄道の駅（停留所）として開業[2][3][1]。
- 1943年（昭和18年）1月1日：富山地方鉄道の駅となる[2]。
- 1947年（昭和22年）10月：停車場に昇格する[1]。
- 1950年（昭和25年）10月23日：加越能鉄道の駅となる[2]。
- 1972年（昭和47年）9月16日：加越線の廃止により廃駅[2]。

## 隣の駅
加越能鉄道
加越線
南石動駅 - 四日町駅 - 薮波駅